# Peskovski potok
Peskóvski potok (v zgornjem toku tudi Bezjakovski potok) je desni pritok Velike Krke na Goričkem v Prekmurju. Izvira iz več grap severno od vasi Otovci in teče sprva proti jugovzhodu, nato proti vzhodu in severovzhodu. Že v zgornjem toku je ob potoku naplavna ravnica, ki je bila nekoč v celoti mokrotna in izpostavljena poplavam, po regulacijah v drugi polovici 20. st. pa mestoma segajo njive prav do rečne struge. Od Stanjevec navzdol je dolinsko dno široko od 100 do 300 m, po njem peljeta glavna cesta Murska Sobota–Hodoš/Hodos in leta 2001 zgrajena železniška proga Murska Sobota–Hodoš/Hodos. Ob gradnji železniške proge so nekaj delov potoka regulirali, drugje je struga večinoma v naravnem stanju, obrasla z gostim grmovjem in drevjem, ponekod so tudi še ohranjeni mokrotni travniki in logi.
Potok je pomembno bivališče vidre (Lutra lutra), rib, dvoživk ter potočnih rakov in drugih nevretenčarjev.